# Wojciech Witkowski (poeta)
Wojciech Witkowski (ur. 22 kwietnia 1939 w Gdyni, zm. 7 marca 2013 w Tczewie) – polski poeta, prozaik, autor utworów dla dzieci. Twórca postaci pirata Rabarbara.

## Życiorys
Ukończył studia na Wydziale Filologii Polskiej WSP w Gdańsku. Debiutował jako poeta w 1959 roku na łamach Polskiego Radia. W latach 1961–1966 pracował w szkolnictwie. Od 1967 roku był redaktorem czasopisma Głos Stoczniowca.

## Twórczość
- Arrasy i dzień
- Czekając na syna
- Zwykłe sprawy
- Do poematu
- Burzliwe dzieje pirata Rabarbara
- Żegnanie przedmieścia
- Dalsze burzliwe dzieje pirata Rabarbara
- Jeszcze dalsze burzliwe dzieje pirata Rabarbara